# ميغيل ألمازان
ميغيل ألمازان (بالإسبانية: Miguel Almazán)‏ هو لاعب كرة قدم مكسيكي في مركز الدفاع، ولد في 6 مايو 1982 في مدينة مكسيكو في المكسيك. لعب مع نادي تيخوانا ونادي ديبورتيفو تولوكا ونادي سيلايا.

## وصلات خارجية
- ميغيل ألمازان على موقع إي إس بي إن إف سي (الإنجليزية)
- ميغيل ألمازان على موقع قاعدة بيانات كرة القدم.إي يو (الإنجليزية)
- ميغيل ألمازان على موقع Soccerway.com (الإنجليزية)
- ميغيل ألمازان على موقع AS.com (الإسبانية)